# Alan Bannister
Alan Bannister, född 3 november 1922 i Manchester, död 18 maj 2007 i Manchester, var en brittisk tävlingscyklist.
Bannister blev olympisk silvermedaljör i tandem vid sommarspelen 1948 i London.